# دانيال غولن رويز
دانيال غولن رويز (بالإسبانية: Daniel Guillén Ruiz)‏ هو لاعب كرة قدم إسباني، ولد في 1 أكتوبر 1984 في بلاسينثيا في إسبانيا. لعب مع أتليتيكو بالياريس وريال مدريد ج وريال مدريد كاستيا ونادي أوسبيتاليت ونادي بورغوس ونادي سان أندرو ونادي فوينلابرادا.

## وصلات خارجية
- دانيال غولن رويز على موقع قاعدة بيانات كرة القدم.إي يو (الإنجليزية)
- دانيال غولن رويز على موقع Soccerway.com (الإنجليزية)
- دانيال غولن رويز على موقع AS.com (الإسبانية)